# Igor Pisanjuk
Igor Pisanjuk (Szávaszentdemeter, Jugoszlávia, 1989. október 28.– ) jugoszláv születésű, ukrán-kanadai labdarúgó.

## Pályafutása
A Ferencváros első csapatában 2008. április 5-én mutatkozott be, a másodosztályban. 2009 tavaszán a Fradi bajnokcsapatának tagja volt, és feljutott az első osztályba. 2010-ben fél évet az NB II-es Szolnoki MÁV csapatánál játszott, amellyel szintén megnyerte a második vonal küzdelmeit. A 2010/11-es bajnokságot a Ferencváros első csapatánál kezdte el, de augusztusban egy évre, újra a szolnoki csapathoz került kölcsönbe.
2010. december 2-án a Ferencváros és Pisanjuk közös megegyezéssel szerződést bontott. Ezután rövid ideig a kanadai Mississauga Eagles csapatához tartozott, majd visszatért Magyarországra és 2011 júniusában aláírt a Kecskeméti TE csapatához, ahonnan 2011 decemberében távozott. 2012 márciusában másfél éves szerződést írt alá a másodosztályban szereplő Egri FC csapatával.

## Sikerei, díjai
- Ferencváros:
  - Másodosztályú bajnok: 2008/09
- Szolnoki MÁV:
  - Másodosztályú bajnok: 2009/10

## Külső hivatkozások
- Adatlapja az FTC.hu-n (magyarul)
- Adatlapja az HLSZ.hu-n (magyarul)

1. ↑  KTE: Ribánszki, Maynard, Urbán és Pisanjuk is távozik